# كروم كاست
كروم كاست (بالإنجليزية: Chromecast) هو مشغل للوسائط الرقمية طورته شركة جوجل.
تم تصميم الجهاز على شكل دونجل صغير ويمكن المستخدمين الذين لديهم جهاز هاتف محمول أو كمبيوتر شخصي من بث محتوى صوتي مرئي يتم بثه عبر الإنترنت ومن ثم عرض هذا المحتوي الذي تم بثه علي تلفاز عالي الدقة أو سينما منزلية بشرط أن تدعم تشغيل تطبيقات الهاتف المحمول والويب الخاصة بكروم كاست.
أيضا، يمكن عرض المحتوى من داخل متصفح جوجل كروم أو عرض شاشة هواتف الأندرويد وبث هذا المحتوي من خلال كروم كاست للأجهزة الأخري والشاشات.

## الخصائص والمزايا
يقدم كروم كاست طريقتين لبث المحتوى:

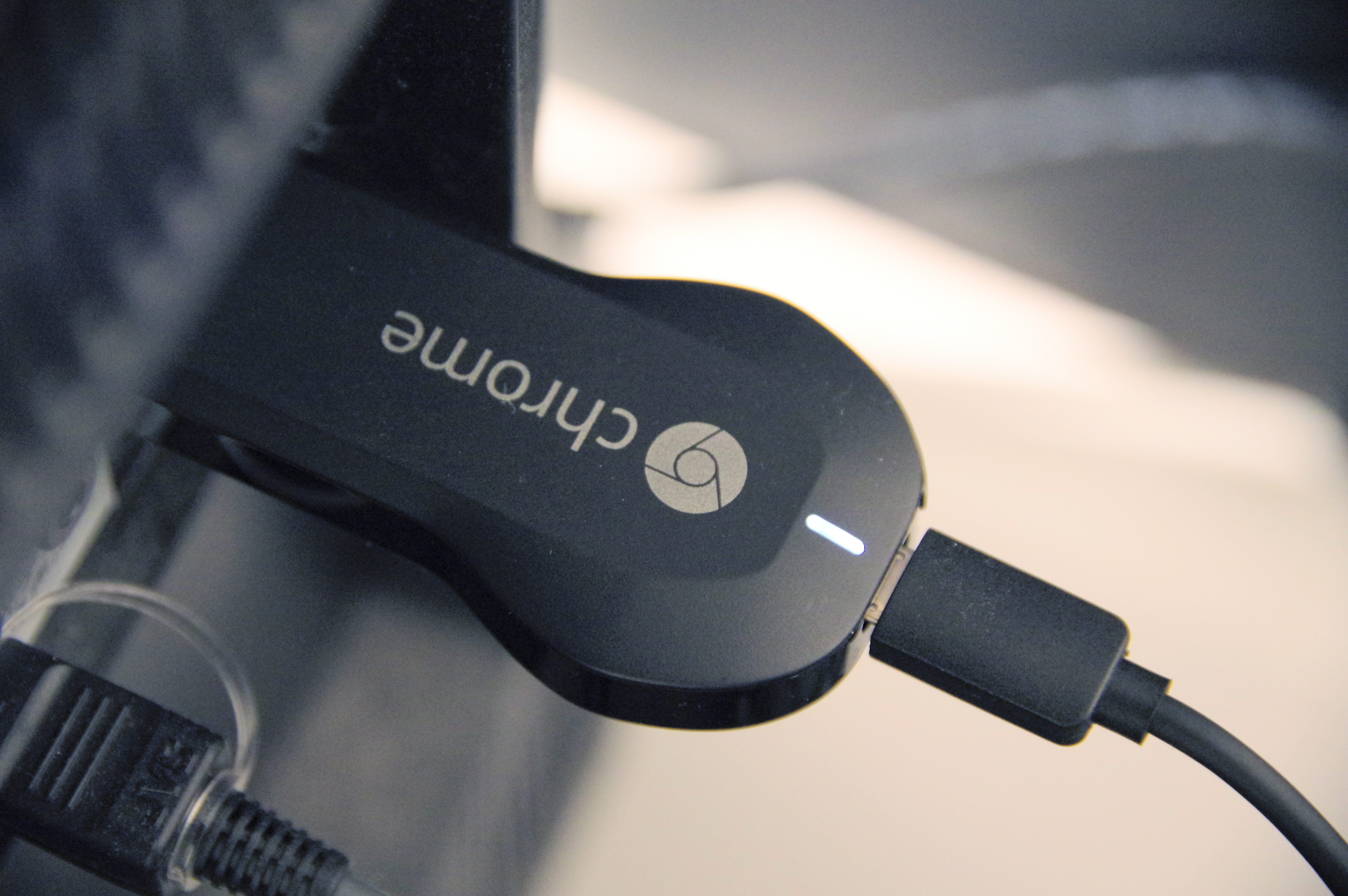
الجيل الأول من كروم كاست موصول من خلال منفذ أتش دي أم أي.

الطريقة الأولي تستخدم تطبيقات المحمول وتطبيقات الويب التي تدعم تقنية جوجل كاست؛ والطريقة الثانية تسمح بعكس المحتوى من متصفح جوجل كروم الذي يعمل على جهاز كمبيوتر شخصي، وكذلك المحتوى المعروض على بعض أجهزة أندرويد. في كلتا الحالتين، يبدأ التشغيل من خلال زر «الإرسال» على جهاز المرسل.

### الجيل الاول

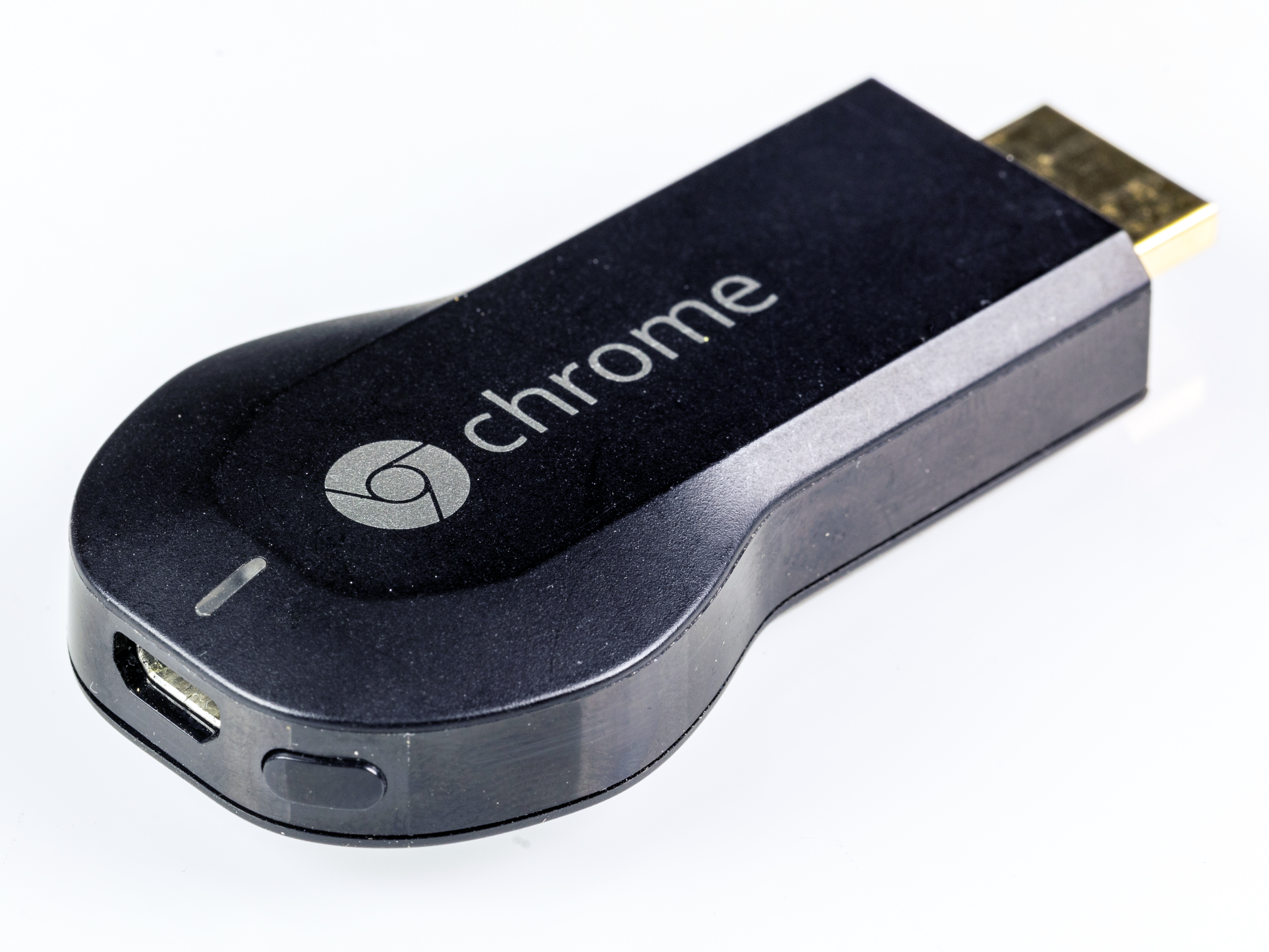
الجيل الأول من كروم كاست الذي يدعم الفيديو

يبلغ قياس جهاز كروم كاست الأصلي 2.83 بوصة (72 مـم) في الطول ويحتوي على قابس اتش دي ام أي مدمج في الجهاز.
يعمل بواسطة نظام علي شريحة من طراز مارفيل أرمادا 1500 على شريحة تعمل بمعالج أرم-كورتكس أيه 9 ‏ . يتضمن النظام المدمج علي شريحة برامج فيديو تعمل علي أزالة الترميز وفك تشفير الأجهزة لتنسيقات الفيديو في بي 8 وأتش 264.

### الجيل الثاني

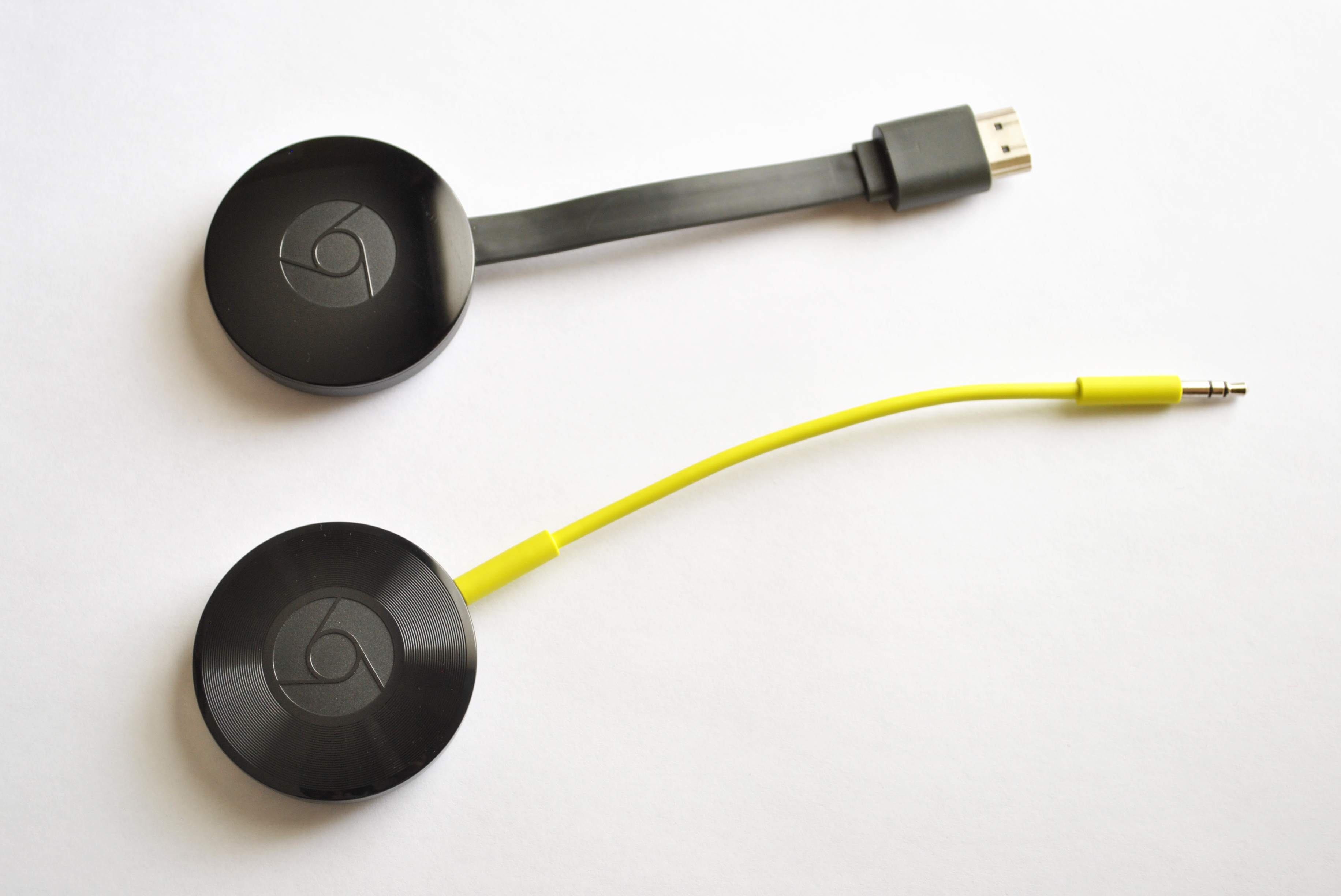
الجيل الثاني من كروم كاست

يحتوي الجيل الثاني من كروم كاست على هيكل على شكل قرص وكابل قصير الطول. الكبل مرن ويتم توصيله مغناطيسيًا بجسم الجهاز ويدعم الفيديو بتقنية 720 بكسيل.

### الجيل الثالث

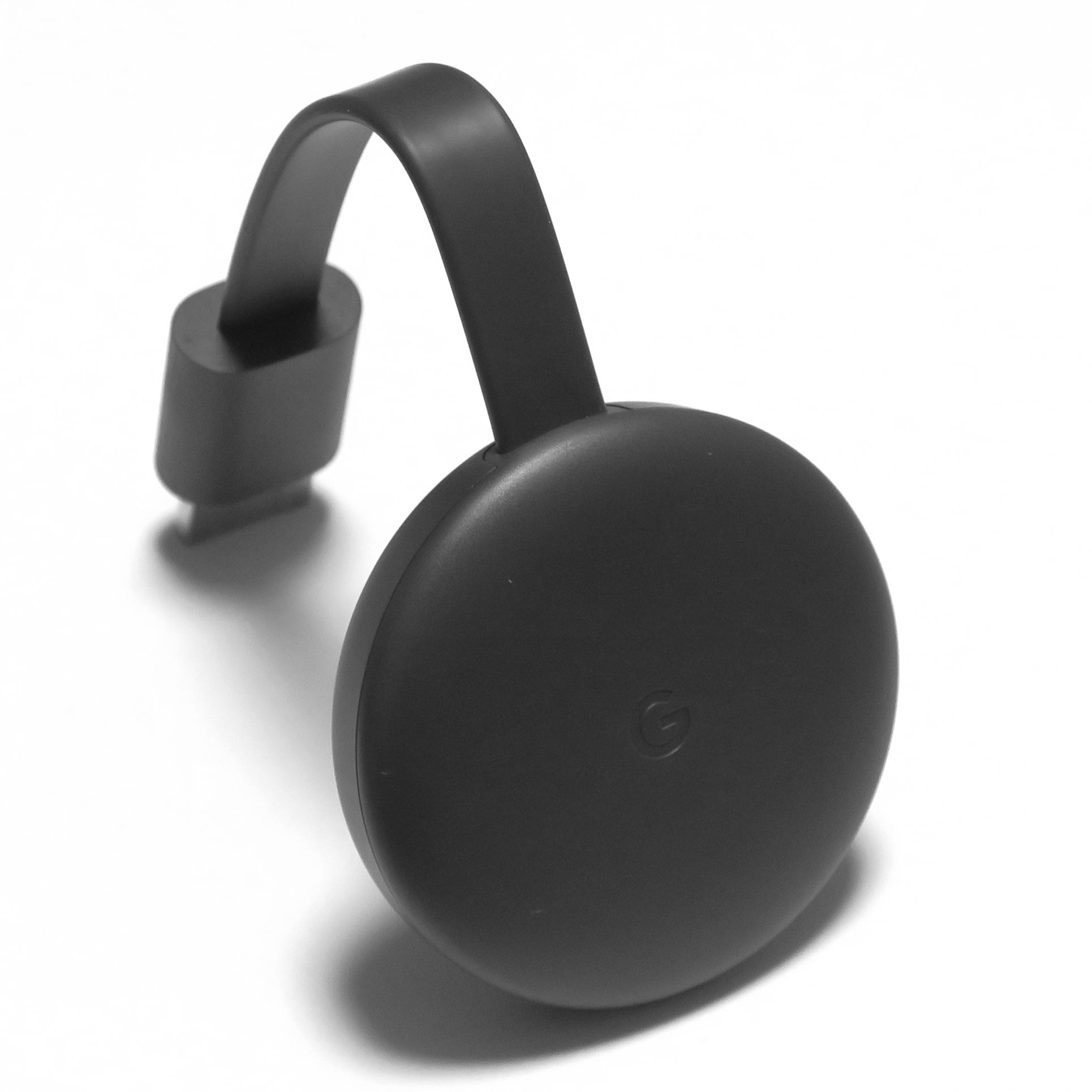
الجيل الثالث من كروم كاست

تم إطلاق الجيل الثالث من كروم كاست في أكتوبر 2018. أضاف الجهاز 60 إطارًا في الثانية لدعم التشغيل بدقة 1080 بكسل، مقارنة بالجيل الثاني من جهاز كروم كاست الذي كان يدعم الفيديو بحد أقصى 720 بكسيل بنفس معدل الإطارات. وقالت جوجل إن جهاز كروم كاست من الجيل الثالث عرض زيادة بنسبة 15 بالمائة مقارنة بسرعة الجيل الثاني.

## روابط خارجية
- صفحة دعم جوجل كروم كاست
- مواصفات بروتوكول الأتصال والتسجيل نسخة محفوظة 19 يوليو 2020 على موقع واي باك مشين.